# Codonosiphon
Codonosiphon é um género botânico pertencente à família das orquídeas (Orchidaceae).

## Lista de espécies
- Codonosiphon campanulatum
- Codonosiphon codonanthum
- Codonosiphon papuanum